# 八杉将司
八杉 将司（やすぎ まさよし、1972年11月2日 - 2021年12月12日）は、日本の小説家、SF作家。日本SF作家クラブ会員。

## 略歴
兵庫県姫路市出身。九州国際大学法経学部卒業。出版社での勤務を経て、その後はアルバイトの傍ら小説を執筆。2004年に『夢見る猫は、宇宙に眠る』が第5回日本SF新人賞を受賞しデビュー。
2021年12月12日7時20分ごろ、自宅敷地内の物置小屋で首を吊った状態で付近住民に発見され110番通報し、死亡が確認された。49歳没。夏ごろに家族に「新型コロナウイルスの影響で仕事が減っている」と話しており、兵庫県警飾磨警察署では状況から自殺とみて調べている。
2023年、第43回日本SF大賞功績賞を受賞。

## 作品リスト

### 単行本
- 夢見る猫は、宇宙に眠る （2004年7月、徳間書店 ISBN 978-4-1986-1880-3）
- 光を忘れた星で （2011年1月、講談社BOX ISBN 978-4-0628-3765-1）
- Delivery（2012年5月、早川書房 ISBN 978-4-1520-9296-0）
- 楽園追放 ―Expelled from Paradise―（2014年10月、ハヤカワ文庫JA ISBN 978-4-15-031171-1） - 脚本：虚淵玄（ニトロプラス）
- LOG-WORLD（2023年4月、SFユースティティア ISBN 978-4-911087-00-8）

### 電子書籍

#### まなざしの街
- まなざしの街1 眼差し（2012年9月、小学館 九十九神曼荼羅シリーズ）
- まなざしの街2 メモされた未来（2012年10月、小学館 九十九神曼荼羅シリーズ）
- まなざしの街3 黒星ヒットマン（2012年12月、小学館 九十九神曼荼羅シリーズ）
- まなざしの街4 邂逅（2013年2月、小学館 九十九神曼荼羅シリーズ）
- まなざしの街5 報復の街･前篇（2013年4月、小学館 九十九神曼荼羅シリーズ）
- まなざしの街6 報復の街･後篇（2013年7月、小学館 九十九神曼荼羅シリーズ）
- まなざしの街7 九十九神（2015年2月、小学館 夢幻∞シリーズ）
- まなざしの街8 侠和会（2015年3月、小学館 夢幻∞シリーズ）
- まなざしの街9 未来からきたもの（2015年4月、小学館 夢幻∞シリーズ）
- まなざしの街10 女帝の誘惑（2015年5月、小学館 夢幻∞シリーズ）
- まなざしの街11 鎮魂（2015年6月、小学館 夢幻∞シリーズ）

#### アンダー・ヘイヴン
- アンダー・ヘイヴン1 首輪につながれた少年（2016年6月、小学館 夢幻∞シリーズ）
- アンダー・ヘイヴン2 一千万ドルの心臓（2016年8月、小学館 夢幻∞シリーズ）
- アンダー・ヘイヴン3 小さな王様（2016年10月、小学館 夢幻∞シリーズ）
- アンダー・ヘイヴン4 あの世からきた猿（2016年12月、小学館 夢幻∞シリーズ）
- アンダー・ヘイヴン5 車椅子の神通使い（2017年2月、小学館 夢幻∞シリーズ）
- アンダー・ヘイヴン6 友（2017年4月、小学館 夢幻∞シリーズ）
- アンダー・ヘイヴン7 記憶に憎まれた男（2017年6月、小学館 夢幻∞シリーズ）
- アンダー・ヘイヴン8 死体処理業者（2017年8月、小学館 夢幻∞シリーズ）
- アンダー・ヘイヴン9 ミレイとこそ泥（2017年10月、小学館 夢幻∞シリーズ）
- アンダー・ヘイヴン10 夕霧という女・前篇（2017年12月、小学館 夢幻∞シリーズ）
- アンダー・ヘイヴン11 夕霧という女・後篇（2018年2月、小学館 夢幻∞シリーズ）
- アンダー・ヘイヴン12 Boy meets dead 1 殺し屋の少女（2018年4月、小学館 夢幻∞シリーズ）
- アンダー・ヘイヴン13 Boy meets dead 2 ヘイヴン（2018年6月、小学館 夢幻∞シリーズ）
- アンダー・ヘイヴン14 Boy meets dead 3 生きる屍（2018年8月、小学館 夢幻∞シリーズ）
- アンダー・ヘイヴン15 Boy meets dead 4 結良斗とミレイ（2018年10月、小学館 夢幻∞シリーズ）
- アンダー・ヘイヴン16 宝来晶の帰島（2018年12月、小学館 夢幻∞シリーズ）
- アンダー・ヘイヴン17 焦燥と転職（2019年2月、小学館 夢幻∞シリーズ）
- アンダー・ヘイヴン18 結良斗死す（2019年4月、小学館 夢幻∞シリーズ）
- アンダー・ヘイヴン19 ユラト（2019年6月、小学館 夢幻∞シリーズ）
- アンダー・ヘイヴン20 （最終回） ヘイヴンの終焉（2019年8月、小学館 夢幻∞シリーズ）

### 単行本未収録作品
- 海はあなたと - 『SF Japan』2004年 冬季号 掲載
- 命、短し - 『小松左京マガジン』第15巻(2004年8月) 掲載
- ハルシネーション『SF Japan』2006年 SPRING 掲載
- 娘の望み - 『進化論 異形コレクション』(2006年8月)収録
- ある世界の日常 - 『理大科学フォーラム』25巻6号 (2008年6月) 掲載
- うつろなテレポーター - 『虚構機関 年刊日本SF傑作選』(2008年12月)収録
- 俺たちの冥福 - 『心霊理論 異形コレクション』(2007年8月)収録
- 夏がきた - 『ひとにぎりの異形 異形コレクション』(2007年12月)収録
- 産森 - 『未来妖怪 異形コレクション』(2008年7月)収録
- カミが眠る島 - 『SF Japan』2008年 SUMMER 掲載
- エモーション・パーツ - 『SF Japan』2009年 AUTUMN 掲載
- 一千億次元の眠り - 『SF Japan』2011年 SPRING 掲載
- ぼくの時間、きみの時間 - 『物語のルミナリエ 異形コレクション』(2011年12月)収録
  - 『ショートショートの宝箱 短くて不思議な30の物語』(光文社文庫、2017年4月) に再録。
- サクセッション - 『日本ロボット学会誌』31巻10号（2013年12月）
- 夢のホテル - 『人工知能 : 人工知能学会誌』30巻5号（2015年9月）掲載
- 友達のタイムパラドックス - 『小説すばる』2018年10月号 掲載